# Locomotiva 060 DA
La 060-DA è una locomotiva Diesel-elettrica prodotta tra gli anni sessanta e settanta del 900 dall'industria rumena Electroputere di Craiova e identificata dal produttore con la sigla LDE 2100. La locomotiva è multiruolo, cioè utilizzabile per servizi merci e passeggeri.

## Storia
Alla fine degli anni cinquanta le CFR (Ferrovie della Romania) ordinarono ad un consorzio di fabbriche di rotabili della Svizzera costituito da Sulzer, SLM e Brown Boveri la costruzione di 6 prototipi di una locomotiva di uso universale allo scopo di sostituire la trazione a vapore sia per i treni viaggiatori che per quelli merci. La consegna avvenne nel 1959 e le locomotive vennero classificate come gruppo 060 DA 001-006. 
La successiva produzione di serie è continuata, su licenza, negli anni 60 e 70 a opera della impresa rumena Electroputere Craiova e Reşita.

## Diffusione
Il maggior numero di locomotive di questo tipo è stato ordinato dalle CFR che le immatricolarono inizialmente nel gruppo 060-DA, classificazione mutata intorno agli anni ottanta del ventesimo secolo come Gruppo 60. 
Altri esemplari simili sono stati ordinati dalle ferrovie polacche (PKP), immatricolate nel Gruppo ST43, dalle ferrovie bulgare, immatricolate nel Gruppo 06, e dalle ferrovie cinesi, immatricolate nel Gruppo ND2.
Alcune locomotive del Gruppo 60 (ex 060-DA) delle CFR furono acquistate da imprese di lavori all'armamento ferroviario italiane.
Nel 2005 inoltre le Ferrovie Emilia Romagna acquisirono attraverso la ditta So.Re.Ma Ferroviaria i tre esemplari ex CFR 60-638, 932 e 1083, che vennero omologati per la circolazione sulla Rete Ferroviaria Italiana (RFI) e classificati D 361 001-003 ER. 
Le tre locomotive, che in Italia erano autorizzate alla velocità massima di 100 km/h, furono accantonate nel corso del 2010 a causa della mancanza del sistema di sicurezza SCMT diventato obbligatorio per la circolazione su RFI e cedute nel 2013 a un'azienda rumena.

## Caratteristiche tecniche
La locomotiva è di tipo Diesel-elettrico, è dotata di un motore Diesel SULZER 12 LDA 28 da 2100 cavalli di potenza (~1.550 kW), come vuole indicare il nome del modello LDE 2100, ed è atta alla velocità massima di 100 km/h. 
È dotata di due carrelli a tre assi motorizzati singolarmente (rodiggio Co'Co'). 
Essendo una locomotiva universale è adatta a servizi sia merci che passeggeri.